# Sveriges ambassad i Ankara
Sveriges ambassad i Ankara är Sveriges diplomatiska beskickning i Turkiet som är belägen i landets huvudstad Ankara. Beskickningen består av en ambassad, ett antal svenskar utsända av Utrikesdepartementet (UD) och lokalanställda. Ambassadör sedan 2023 är Malena Mård.

## Historia
Sveriges generalkonsulat i Istanbul etablerades 1757. Det nuvarande Svenska palatset i Istanbul uppfördes 1870 och är landets äldsta statliga egendom utomlands. Efter att Turkiets första president, Mustafa Kemal Atatürk, beslutade av strategiska skäl att förlägga huvudstaden i den nya republiken till Ankara flyttade den svenska ambassaden från Istanbul till en ny anläggning. Den invigdes 1934 av kronprins Gustaf Adolf och Atatürk.

## Ambassadanläggningen
Fastigheten som idag rymmer både kansli och residens inköptes 1933 av Sverige. På tomten, som är 10 500 kvm stor, finns idag både ambassadörens residens och ambassaden. Den nuvarande kanslibyggnaden byggdes 1963 efter ritningar av Nils Ahrbom. Om- och tillbyggnader gjordes 1998 med Gunnar Åsell som arkitekt. Ambassaden består av en putsad tegelbyggnad i två våningar och källare. Ett nytt samlingsrum och fyra kontorsrum gjordes vid tillbyggnaden 1998. Man byggde även ett separat viseringsväntrum för att minska belastningen på huvudentrén samt ett in- och intrångsskyddad uteplats för personalen. Uteplatsen kommer Statens fastighetsverk under 2013 att byggas in för att det ska fungera som ett ljust och luftigt lunchrum.
Residenset består av en putsad tegelvilla i två våningar. I bottenvåningen ryms hall, salong, matsal, kök, bibliotek, personalrum och gästtoaletter. Sex sovrum, tre badrum och ett privat kök finns på övervåningen. På tomten finns även en pool och garage för fem bilar.

## Beskickningschefer
| Namn                           | Period    | Funktion                  | Ackreditering                                     | Anmärkning          |
| ------------------------------ | --------- | ------------------------- | ------------------------------------------------- | ------------------- |
| Axel Reenstierna               | 1729–1730 | Minister                  |                                                   | Osmanska riket      |
| Carl Fredrik von Höpken        | 1734–1739 | Chargé d’affaires         |                                                   | Osmanska riket      |
| Edvard Carleson                | 1734–1739 | Chargé d’affaires         |                                                   | Osmanska riket      |
| Carl Fredrik von Höpken        | 1739–1741 | Envoyé                    |                                                   | Osmanska riket      |
| Edvard Carleson                | 1739–1745 | Envoyé                    |                                                   | Osmanska riket      |
| Gustaf Celsing                 | 1747–1750 | Resid.                    |                                                   | Osmanska riket      |
| Gustaf Celsing                 | 1750–1770 | Envoyé                    |                                                   | Osmanska riket      |
| Ulric Celsing                  | 1770–1780 | Envoyé                    |                                                   | Osmanska riket      |
| Gerhard von Heidenstam         | 1779–1783 | Chargé d’affaires         |                                                   | Osmanska riket      |
| Gerhard von Heidenstam         | 1783–1790 | Minister                  |                                                   | Osmanska riket      |
| Georg Josef von Brentano       | 1790–1791 | Minister                  |                                                   | Osmanska riket      |
| Per Olof von Asp               | 1791–1795 | Minister                  |                                                   | Osmanska riket      |
| Ignatius Mouradgea d'Ohsson    | 1795–1799 | Minister                  |                                                   | Osmanska riket      |
| Carl Gustaf König              | 1799–1805 | Chargé d’affaires         |                                                   | Osmanska riket      |
| Nils Gustaf Palin              | 1805–1814 | Chargé d’affaires         |                                                   | Osmanska riket      |
| Nils Gustaf Palin              | 1814–1824 | Ministerresident          |                                                   | Osmanska riket      |
| Carl Gustaf Löwenhielm         | 1824–1827 | Ministerresident          |                                                   | Osmanska riket      |
| Albrecht Elof Ihre             | 1827–1831 | Chargé d’affaires         |                                                   | Osmanska riket      |
| Anton Testa                    | 1831–1838 | Chargé d’affaires         |                                                   | Osmanska riket      |
| Uno von Troil                  | 1838–1839 | Ministerresident          |                                                   | Osmanska riket      |
| Anton Testa                    | 1839–1858 | Chargé d’affaires         |                                                   | Osmanska riket      |
| Georg Sibbern                  | 1858–1858 | Envoyé                    |                                                   | Osmanska riket      |
| Peter Collett                  | 1859–1860 | Envoyé                    |                                                   | Osmanska riket      |
| Carl Wachtmeister              | 1861–1861 | Envoyé                    |                                                   | Osmanska riket      |
| Oscar Björnstjerna             | 1861–1863 | Chargé d’affaires         |                                                   | Osmanska riket      |
| Oscar Björnstjerna             | 1863–1864 | Ministerresident          |                                                   | Osmanska riket      |
| Carl Fredrik Palmstierna       | 1865–1868 | Envoyé                    |                                                   | Osmanska riket      |
| Oluf Stenersen                 | 1868–1869 | Chargé d’affaires         |                                                   | Osmanska riket      |
| Oluf Stenersen                 | 1869–1869 | Ministerresident          |                                                   | Osmanska riket      |
| Selim Ehrenhoff                | 1869–1879 | Ministerresident          |                                                   | Osmanska riket      |
| Selim Ehrenhoff                | 1879–1887 | Ministre plénipotentiaire |                                                   | Osmanska riket      |
| Gustaf Lennart Reuterskiöld    | 1888–1890 | Envoyé                    |                                                   | Osmanska riket      |
| Otto Stenbock                  | 1890–1900 | Ministre plénipotentiaire |                                                   | Osmanska riket      |
| Otto Stenbock                  | 1900–1903 | Envoyé                    |                                                   | Osmanska riket      |
| Joachim Beck-Friis             | 1903–1905 | Envoyé                    |                                                   | Osmanska riket      |
| Charles Emil Ramel             | 1905–1906 | Envoyé                    |                                                   | Osmanska riket      |
| Cossva Anckarsvärd             | 1906–1920 | Envoyé                    | Sidoackrediterad till Sofia.                      | Osmanska riket      |
| Gustaf Oscar Wallenberg        | 1920–1930 | Envoyé                    | Sidoackrediterad till Sofia.                      | Turkiet (från 1923) |
| Carl von Heidenstam            | 1930–1931 | Envoyé                    | Sidoackrediterad till Sofia.                      | Turkiet             |
| Erik Boheman                   | 1931–1934 | Envoyé                    | Sidoackrediterad till Sofia och Aten (från 1933). | Turkiet             |
| Wilhelm Winther                | 1934–1937 | Envoyé                    | Sidoackrediterad till Aten och Sofia.             | Turkiet             |
| Eric Gyllenstierna af Lundholm | 1937–1939 | Envoyé                    | Sidoackrediterad till Aten.                       | Turkiet             |
| Einar Modig                    | 1939–1945 | Envoyé                    | Sidoackrediterad till Aten.                       | Turkiet             |
| Knut Richard Thyberg           | 1940–1941 | T.f. Chargé d’affaires    |                                                   | Turkiet             |
| Eric von Post                  | 1945–1951 | Envoyé                    |                                                   | Turkiet             |
| Adolf Croneborg                | 1951–1957 | Envoyé                    |                                                   | Turkiet             |
| Adolf Croneborg                | 1957–1959 | Ambassadör                |                                                   | Turkiet             |
| Åke Malmaeus                   | 1959–1963 | Ambassadör                |                                                   | Turkiet             |
| Jan Stenström                  | 1964–1968 | Ambassadör                |                                                   | Turkiet             |
| Harry Bagge                    | 1969–1973 | Ambassadör                |                                                   | Turkiet             |
| Östen Lundborg                 | 1973–1975 | Ambassadör                |                                                   | Turkiet             |
| Lennart Myrsten                | 1975–1977 | Ambassadör                |                                                   | Turkiet             |
| Rune Nyström                   | 1977–1981 | Ambassadör                |                                                   | Turkiet             |
| Henrik Liljegren               | 1981–1985 | Ambassadör                |                                                   | Turkiet             |
| Lennart Dafgård                | 1985–1990 | Ambassadör                |                                                   | Turkiet             |
| Erik Cornell                   | 1989–1995 | Ambassadör                |                                                   | Turkiet             |
| Michael Sahlin                 | 1995–1998 | Ambassadör                | Sidoackrediterad till Baku.                       | Turkiet             |
| Henrik Liljegren               | 1998–2001 | Ambassadör                |                                                   | Turkiet             |
| Ann Dismorr                    | 2001–2005 | Ambassadör                | Sidoackrediterad till Baku..                      | Turkiet             |
| Christer Asp                   | 2005–2010 | Ambassadör                |                                                   | Turkiet             |
| Håkan Åkesson                  | 2010–2013 | Ambassadör                |                                                   | Turkiet             |
| Lars Wahlund                   | 2013–2018 | Ambassadör                |                                                   | Turkiet             |
| Annika Molin Hellgren          | 2018–2020 | Ambassadör                |                                                   | Turkiet             |
| Staffan Herrström              | 2020–2023 | Ambassadör                |                                                   | Turkiet             |
| Malena Mård                    | 2023–     | Ambassadör                |                                                   | Turkiet             |